# Staumeister
Staumeister (oder Talsperrenmeister, auch Talsperrenwärter) ist ein Beruf in der Wasserwirtschaft. Diese bedienen, warten und überwachen Stauanlagen und sind für ihre Funktionsfähigkeit verantwortlich. Beispiele für Stauanlagen sind Talsperren, Flusssperren, Wehre, Staustufen, Hochwasserrückhaltebecken, Pumpspeicherbecken, Sedimentationsbecken, Stauteiche und Geschiebesperren.
Grundlage der Ausbildung zum Staumeister kann der Ausbildungsberuf Wasserbauer sein. Ein Staumeister ist Angestellter eines Wasserverbandes oder einer ähnlichen Einrichtung. Er steuert die Wasserabgabe durch die Betriebseinrichtungen, zu denen die Verschlüsse im Schieberhaus, die Entnahmeeinrichtungen für Trinkwasser und Brauchwasser und die Hochwasserentlastung gehören. Er ist (bei Talsperren, die dem Hochwasserschutz dienen) verantwortlich dafür, dass ein ausreichend großer Hochwasserschutzraum frei ist, und auch für einen Mindestwasserabfluss, damit das Gewässer unterhalb der Sperre nicht austrocknet.
Er hat einen Betriebsplan als Grundlage seines Handelns. Dessen Grundlage ist ein Wasserwirtschaftsplan für das Gewässer. Ein Staumeister ist auch deshalb notwendig, weil Stauanlagen ein Gefahrenpotential darstellen und ständig überwacht werden müssen. Er ist daher auch zuständig für die Bauwerksüberwachung und die Messeinrichtungen an den Stauanlagen. Soweit der Anspruch erhoben wird, dass die Stauanlage ständig besetzt sein muss, wohnt der Staumeister oft auch unmittelbar an seiner Anlage. 
Auch unter „Stauwärter“ wird teilweise das Gleiche verstanden wie unter „Staumeister“ oder „Talsperrenmeister“.
Ihm untergeordnet sind die Stauwarte.